# 가와기시촌
가와기시촌(일본어: 川岸村)은 일본 나가노현 스와군에 설치되었던 촌이다. 현재의 오카야시에 해당한다.